# لولا راي
لولا راي (بالإنجليزية: Lola Rae)‏ هي مغنية بريطانية ونيجيرية، ولدت في 20 يناير 1991 في Obalende ‏ في نيجيريا.

## وصلات خارجية
- لولا راي على موقع ميوزك برينز (الإنجليزية)
- لولا راي على موقع ديسكوغز (الإنجليزية)